# Klot (Adelsgeschlecht)

Stammwappen derer von Klot

Klot, heute meist Klot a.d.H. Heydenfeldt oder Klot-Trautvetter, ist der Name eines Adelsgeschlechts, an das im Reich, in Schweden und in Preußen Nobilitierungen ergangen sind, das sich vor allem in Vorpommern und Livland, jedoch auch in Polen, Mecklenburg und Russland ausbreiten konnte und deren einzelnen Linien bis in die Gegenwart fortbestehen. Der jeweilige Fideikommissherr auf Schloss Hohendorf in Vorpommern wurde 1752 in den schwedischen Freiherrnstand als von Klot genannt Trautvetter erhoben und 1846 in den preußischen Grafenstand in der Primogenitur.
Die Familie ist weder mit der westfälischen Familie Klot von Nateln noch mit den ebenfalls westfälischen Klot von Kobbenrode und auch nicht mit den baltischen Clodt von Jürgensburg stammverwandt, sondern von diesen zu unterscheiden.

## Geschichte
Die niederdeutsche Herkunft des Geschlechtes ist allgemein unbestritten. Einer Abstammung der Familie von den pommerschen Klot zu Nepzin, welche im Zeitraum 1418 bis 1570 urkundlich auftraten, wie sie von Hupel in den Nordischen Miscellaneen vorgeschlagen wird, steht Bagmihl auf Grund der Wappenverschiedenheit eher skeptisch gegenüber.
Die gesicherte Stammreihe der Klot beginnt mit Claus Kloth († nach 1541), 1501 Urkundenzeuge in Seßwegen, 1504 Lehnsherr auf Heydenfeldt. Er erhielt am 6. Juli 1527 in Esslingen von Kaiser Karl V. einen Wappenbrief. 1557 erging die kaiserlich Adelsbestätigung für seine Söhne. In der dritten Generation setzte der schwedische Oberst Tönnies von Klot († nach 1616) den Stamm dauerhaft fort. Seine Enkel, der schwedische Major Otto Wilhelm von Klot († 1702) und der schwedische Kapitän Wilhelm Johann von Klot († um 1742) wurden Stifter der Älteren und Jüngeren Linie des Geschlechts, während sein jüngerer Bruder Engelbrecht von Klot († nach 1599) eine polnische Linie stiftete. Die Klot a.d.H. Heydenfeldt ließen sich 1742 in die Ritterbank unter Nr. 15 aufnehmen, erhielten aber in den Matrikeln von 1745 und 1747 die Nr. 16.
Aus der älteren Linie, wurde der Neffe und Erbe des schwedischen Generalleutnants Johan Reinhold von Trautvetter († 1741), Ernst Johann von Klot († 1771), Fideikommissherr auf Hohendorf bei Namens und Wappenvereinigung von Klot genannt Trautvetter in Stockholm am 20. April 1752 in den schwedischen Freiherrnstand gehoben. Die Nobilitierung war an den Besitz von Hohendorf gebunden. Am 29. April 1846 erging in Potsdam durch außerordentliche Kabinettsorder die Genehmigung zur Fortführung des Freiherrntitels, gebunden an den Besitz des Fideikommiss Hohendorf, nach dem Prinzip der Primogenitur. Zu identischen Bedingungen kam in Berlin am 15. April 1871 der preußische Grafenstand an Freiherr Ernst von Klot-Trautvetter, bei unbeschränkter Ausdehnung des schwedischen Freiherrnstandes.
Von 1737 bis 1945 gehörte das Gut Klein Mohrdorf in Groß Mohrdorf der Familie.
Es existiert ein Familienverband.

## Historischer Güterbesitz
Livland

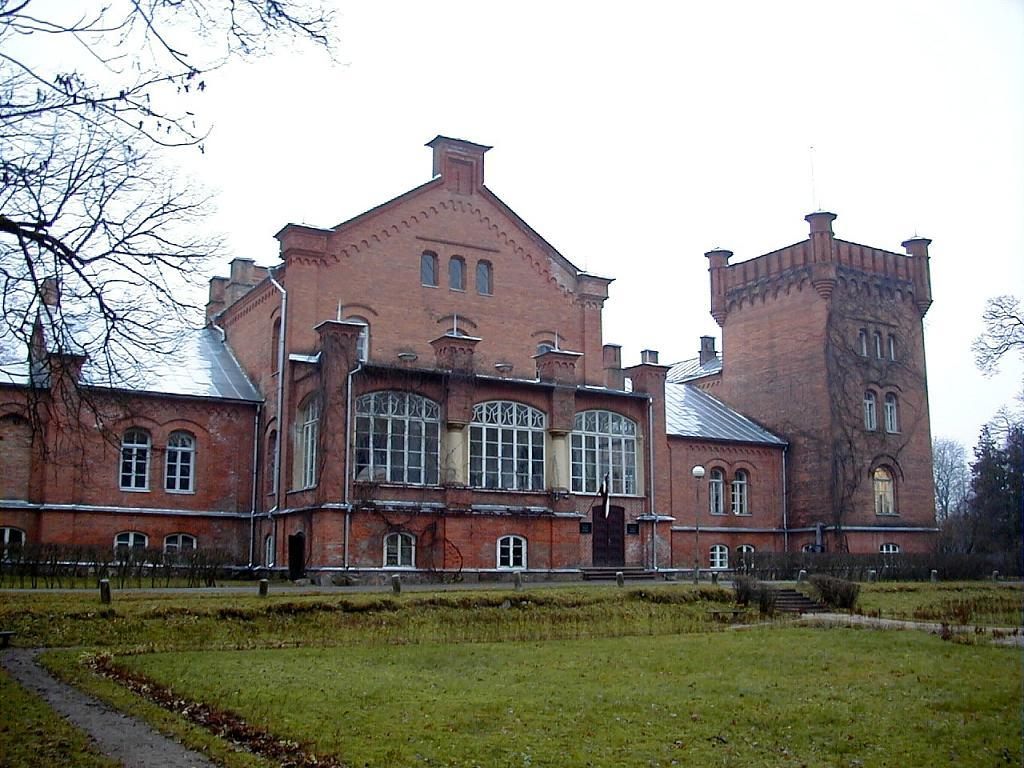
Gutshaus Puikeln (Puikule, Lettland)

- im estnischen Distrikt: Kersel und Immofer
- im lettischen Distrikt: Heydenfeldt, Helffreichshof, Selsau, Kronenhof, Duhrenhof, Eichenangern, Grotthusenhof, Meselau, Lauternsee, Hohenheyde, Weißensee und Strömbergshof. Die Güter Puikeln (seit 1758), Odsen (seit 1852) und Zehrten (seit 1886) waren bis zur lettischen Landreform 1920 in Familienbesitz.[1]

Vorpommern

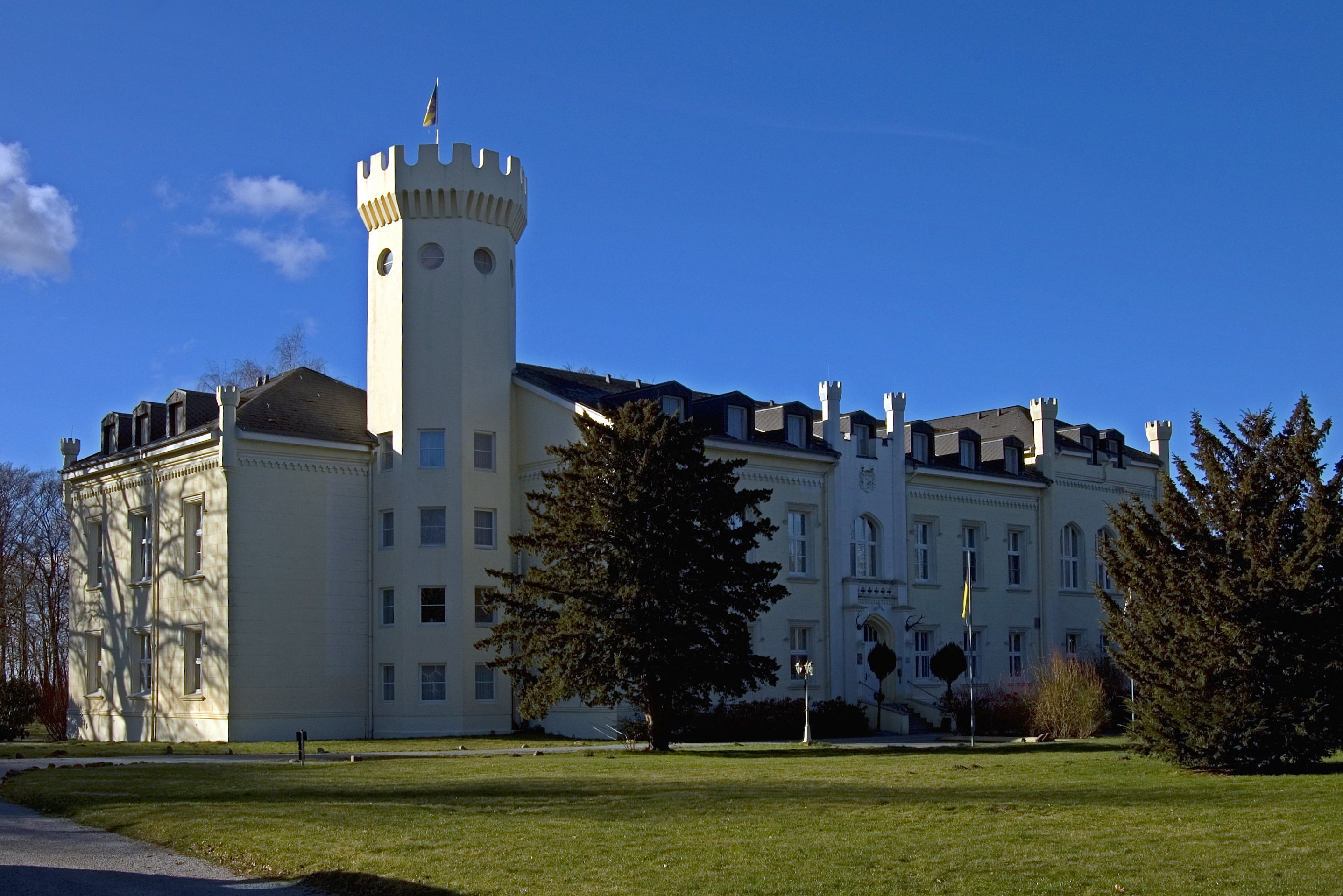
Schloss Hohendorf, Vorpommern

- Hohendorf war der Herrensitz des gleichnamigen Majorates mit sieben Gütern und etwa 2.500 Hektar Land. Im Zeitraum zwischen 1840 und 1859 wurde das Herrenhaus zu Hohendorf errichtet.
- Groß Mohrdorf mit Klein Mohrdorf und Batevitz[4] war von 1737 bis 1945 ein Gut der Grafen Klot-Trautvetter. Auf dem Kirchhof der Dorfkirche Groß Mohrdorf befindet sich die Begräbniskapelle der Familie. Ein weiteres Grabmonument ist 1853 auf dem Alten Friedhof in Greifswald für Baron Wilhelm von Klot-Trautvetter (* 1788; † 1857) errichtet worden.
- Groß Kedingshagen gehörte nach Ledebur 1836 ebenfalls den Klot-Trautvetter. 1857 nur noch in Descendenz.[5]
- 1902 kaufte ein Baron von Klot-Trautvetter die Sundischen Wiesen der Stadt Stralsund für 310.000 Mark ab, um dort ein Jagdhaus zu errichten, veräußerte den Besitz jedoch wenige Jahre später gewinnbringend für 1.100.000 Mark an einen Grafen von Eulenburg.
- Das Gut Neu Lüdershagen war seit mindestens 1892 im Besitz der Grafen von Klot-Trautvetter auf Hohendorf.

Mecklenburg
- Poppentin und Wendhof von 1853 bis 1859[6]

## Wappen

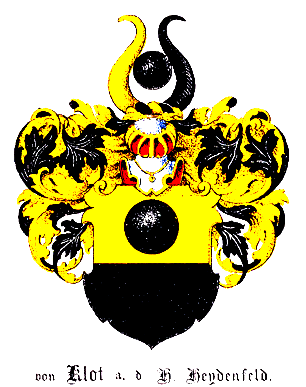
Wappen der Klot im Baltischen Wappenbuch

- Das Stammwappen (1527) ist von gold über schwarz geteilt, oben eine schwarze Kugel, unten ledig. Auf dem Helm mit schwarz-goldenen Decken, die Kugel zwischen einem goldenen und einem schwarzen Büffelhorn.
- Das freiherrliche Wappen (1752) ist über einem goldenen Schildfuß, darin zwei Schrägrechtsbalken (Wappen v. Trautvetter), schräglinksgeteilt. Rechts von gold über schwarz geteilt, oben eine blaue Kugel, unten ledig (Stammwappen). Links in Silber der rechthin springende Rumpf eines roten Stieres zwischen zwei roten Sternen. Zwei Helme, auf dem rechten Helm, mit rechts blau-goldenen und links schwarz-goldenen Decken die Kugel zwischen zwei blauen Büffelhörnern (Anlehnung an das Stammwappen), auf dem linken Helm, mit rechts rot-silbernen und links schwarz-goldenen Decken, einen roten Stern zwischen zwei roten Büffelhörnern, deren Mündungen mit je vier Straußenfedern (gold, schwarz, gold, silber) bestückt sind. Als Schildhalter zwei Geharnischte mit roten Schärpen, die gekrönten Helme mit je vier silbernen Straußenfedern bestückt, in der jeweils äußeren Hand je eine von Rot und Silber geteilte Standarte an goldener Turnierlanze haltend.
- Das gräfliche Wappen (1871) ist geviert und mit einem Herzschild belegt, der das Stammwappen zeigt. 1 und 4 in Silber der rechthin springende Rumpf eines roten Stieres zwischen zwei roten Sternen. 2 und 3 in Gold zwei schwarze Schrägrechtsbalken. Zwei Helme, auf dem rechten Helm mit blau-goldenen Decken die Kugel zwischen einem goldenen und einem schwarzen Büffelhorn (Helm des Stammwappens), auf dem linken Helm mit schwarz-goldenen Decken einen roten Stern zwischen zwei roten Büffelhörnern, deren Mündungen mit je vier Straußenfedern (gold, schwarz, gold, silber) bestückt sind (Helm wie 1752). Schildhalter wie 1752. Wahlspruch „Recte et ultra“.[7]

## Angehörige
- Gustav Reinhold von Klot (1780–1855), Generalsuperintendent von Livland
- Ernst Malte Freiherr von Klot-Trautvetter-Hohendorf (1787–1843),[8] auf ihn geht der Bau von Schloss Hohendorf zurück
- Woldemar von Klot (1827–1888), russischer Generalleutnant und Flügeladjutant, im Russisch-Türkischen Krieg Kommandant der gesamten russischen Kavallerie jenseits des Balkans
- Nicolai Wilhelm von Klot (1852–1932), livländischer Industrieller, Jurist und Kommunalpolitiker
- Marion von Klot (1897–1919), Sängerin und evangelische Märtyrerin
- Harro von Klot (1911–1940), deutscher Kapitänleutnant und U-Boot-Kommandant
- Herbert Graf von Klot-Trautvetter (1896–1977), Grundbesitzer auf Groß Mohrdorf[9] und Hohendorf[10]